# 西尾漠
西尾 漠（にしお ばく、1947年1月25日 - ）は、日本のジャーナリスト。『はんげんぱつ新聞』編集長。原子力資料情報室共同代表。東京都出身。本名、柴邦生。

## 経歴
東京外国語大学ドイツ語学科中退。広告制作会社勤務を経て、原発の問題に携わるようになる。
1978年に『反原発新聞』（現『はんげんぱつ新聞』）が創刊されて以来、その編集にあたる。原子力資料情報室の共同代表も務める。

## 著書

### 単著
- 『現代日本の警察 CR戦略とは何か』（1979年、たいまつ社）
- 『原発・最後の賭け』（1981年、アンヴィエル）
- 『反原発マップ』（1982年、五月社）
- 『原発のいま!』（1983年、三一書房）
- 『原発現地への想いから 都市住民と原子力』（1985年、八月書館）
- 『原発の現代史』（1988年、技術と人間）
- 『プルトニウム生産工場の恐怖 漠さんが語る六ヶ所「核燃」施設』（1993年、八月書館）
- 『脱!プルトニウム社会』（1993年、七つ森書館）
- 『原発を考える50話』（1996年、岩波ジュニア新書）
- 『原発をすすめる危険なウソ』（1999年、八月書館）
- 『漠さんの原発なんかいらない』（1999年、七つ森書館）
- 『漠さんの地球を救うエネルギー・メニュー』（2000年、七つ森書館）
- 『西尾漠が語る放射性廃棄物のすべて』（2002年、原子力資料情報室）
- 『なぜ脱原発なのか? 放射能のごみから非浪費型社会まで』（2003年、緑風出版）
- 『Q&Aで知るプルサーマルの正体』（2004年、原子力資料情報室）
- 『どうする?放射能ごみ 実は暮らしに直結する恐怖』（2005年、緑風出版）
- 『新版 原発を考える50話』（2006年、岩波ジュニア新書）
- 『むだで危険な再処理 いまならまだ止められる』（2007年、緑風出版）
- 『エネルギーと環境の話をしよう』（2008年、七つ森書館）
- 『原発は地球にやさしいか 温暖化防止に役立つというウソ』（2008年、緑風出版）

### 共著
- フォー・ビギナーズ・シリーズ『日本の警察』（1984年、現代書館）共著：橋本勝
- 『脱原発しかない バグとマサルのイラスト・ノート』（1988年、現代書館）共著：橋本勝
- 『核のゴミがなぜ六ケ所に 原子力発電の生み出すもの』（1996年、八月書館）共著：平野良一
- 『環境教育はじめの一歩』（2002年、アドバンテージサーバー）共著：宇井純、丸谷宣子
- 『知ればなっとく脱原発』（2002年、七つ森書館）共著：高木仁三郎、久米三四郎、小出裕章、今中哲二、小林圭二ほか
- 『止めよう!再処理やめよう!プルトニウム利用』（2004年、原子力資料情報室）共著：澤井正子
- 『プルトニウム発電の恐怖 プルサーマルの危険なウソ』（2006年、発行：創史社 発売：八月書館）共著：小林圭二

### 編書
- 『原発のゴミはどこにいくのか 最終処分場のゆくえ』（2001年、発行：創史社 発売：八月書館）
- 『原発ゴミの危険なツケ 最終処分場のゆくえ2』（2003年、発行：創史社 発売：八月書館）
- 『原発ゴミは「負の遺産」 最終処分場のゆくえ3』（2009年、発行：創史社 発売：八月書館）